# Courfaivre
Courfaivre är en ort i kommunen Haute-Sorne i kantonen Jura i Schweiz. Den ligger cirka 6 kilometer sydväst om Delémont. Orten har 1 761 invånare (2021).
Orten var före den 1 januari 2013 en egen kommun, men slogs då samman med kommunerna Bassecourt, Glovelier, Soulce och Undervelier till den nya kommunen Haute-Sorne.